# Dyacopterus
Dyacopterus es un género de murciélagos frugívoros perteneciente a la familia de los megaquirópteros.

## Especies
Este género contiene las siguientes especies:
- Dyacopterus spadiceus[1]
- Dyacopterus brooksi
- Dyacopterus rickarti